# Ченнайин
«Ченнайин» (Chennaiyin FC) — индийский футбольный клуб из Ченная. Выступает в Индийской суперлиге, двукратный победитель.

## История
Официально основан 14 августа 2014 года, как одна из восьми «франшиз» новосозданной лиги. Владелец клуба стал известный актёр Абхишек Баччан. Главным играющим тренером стал Марко Матерацци, ранее чемпион мира 2006 года. Среди зарубежных игроков, выступавших за клуб в сезоне-2014, — особо выделяются итальянцы Марко Матерацци и Алессандро Неста (оба — победители Чемпионата мира 2006), также имеют опыт выступлений в сильнейших национальных лигах Европы Элано, Апула Эдель, Бернар Менди, Микаэль Сильвестр. Были привлечены и некоторые другие иностранцы; играли в команде, конечно, и индийцы (игроки из I-League — собственно чемпионата Индии, в том числе игроки сборной Индии).
Команда заняла 1-е место по итогам 14-ти туров ежегодного первенства лиги, в полуфинале проиграла у «Керала Бластерс» в двухматчевом противостоянии. На следующий год стала чемпионом лиги, одолев в финале «ФК Гоа». В сезоне 2017/18 снова выиграла регулярный чемпионат, в финале плей-офф обыграла «Бенгалуру» и добыла свое второе золото Суперлиги в истории.

## Достижения
- Индийская суперлига

1-е место — 2015, 2017-18 

2-е место — 2019-20
- Индийская Суперкопа

2-е место- 2019